# Barthélemy Linck (fils)
Barthélemy Linck (ou Lingg), parfois étudié sous son prénom alémanique Bartholomäus, est un vitrailliste du XVIIe siècle. Né à Strasbourg en 1597, il est le troisième fils d'un vitrailliste également nommé Barthélemy Linck. Il est ainsi qualifié de « Barthélemy III » pour le distinguer de son père et de son grand-père pareillement prénommés.
Ses deux frères aînés Lorentz et Hans Konrad, nés de deux autres mariages, suivent tous également la même carrière que leur père. Lorentz et Barthélemy sont souvent associés dans la réalisation d'œuvres, en particulier le chef-d'œuvre des vitraux du cloître de la chartreuse de Molsheim.

## Biographie
Barthélemy Linck naît à Strasbourg en 1595 ou 1597. Même à l'âge adulte, il résidait avec son frère Lorentz au 28 rue des Hallebardes (qui se nommait alors Fladergass, rue des Pâtissiers),.

## Réalisations

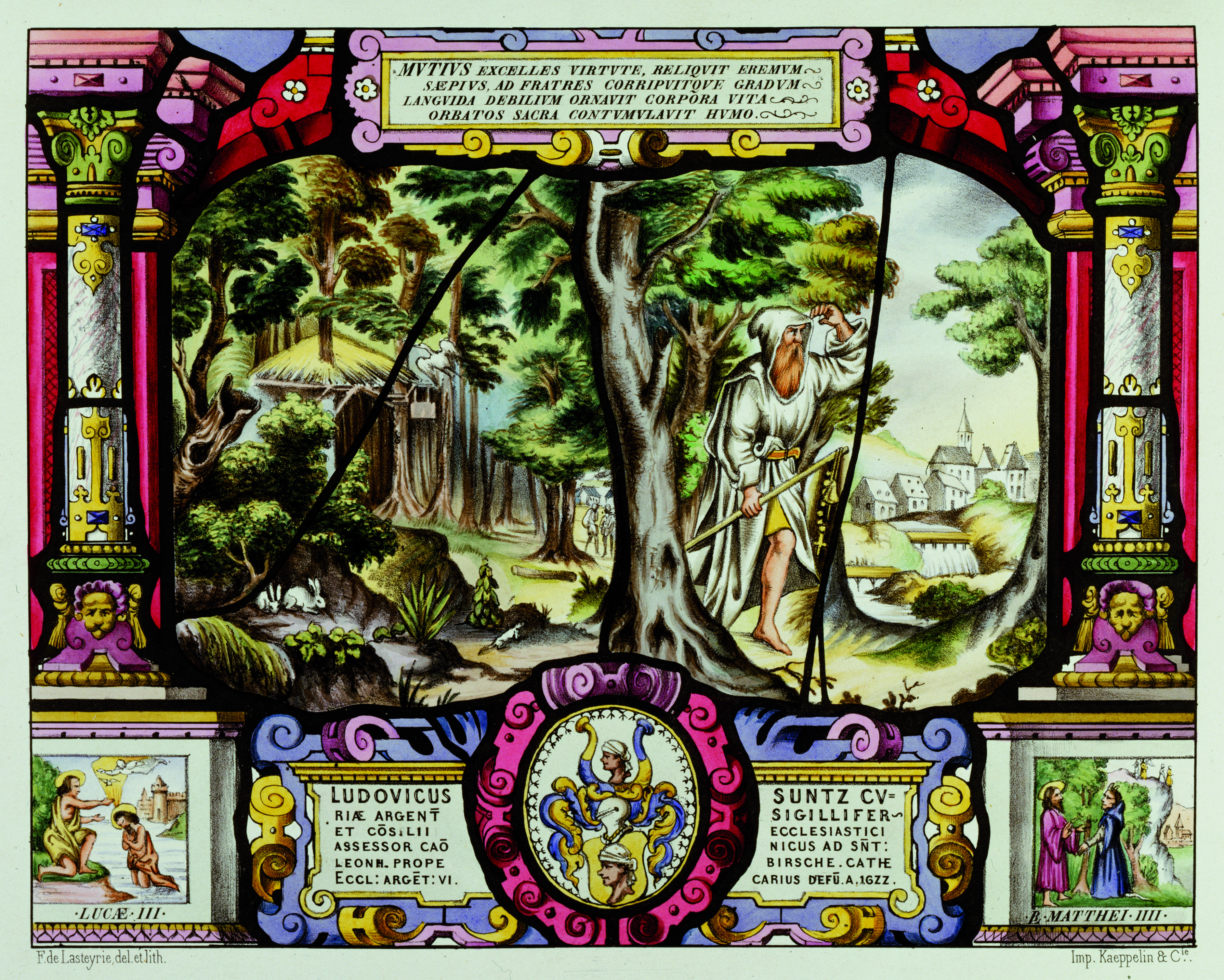
Vitrail de saint Muce (« Mutius »),, reproduit d'après une lithographie de Ferdinand Charles Léon de Lasteyrie (1853).

Les vitraux du cloître de la chartreuse de Molsheim sont principalement l'œuvre de Lorentz. Toutefois, l'un au moins des rares qui ont subsisté après 1870 est attribué à Barthélémy : le vitrail de saint Muce, reproduit ci-contre. Parmi les autres œuvres connues de Barthélemy, le musée de l'Œuvre Notre-Dame conserve le panneau de J.-J. Meyer daté de 1631, signé « Joh. B. Lingck ». Dans une collection particulière suisse sont conservés trois vitraux religieux représentant l’Ange gardien, l’Échelle céleste et la chapelle du Calvaire à Jérusalem. Ce dernier vitrail, daté de 1633, est l’œuvre la plus tardive connue de Barthélemy.
Un vitrail représentant Jésus et la femme adultère est attribué à « Bartholomäus Lingg » sans plus de précision ; toutefois la datation « première moitié du XVIIe siècle permet de supposer qu'il pourrait s'agir de Barthélémy III. Ce vitrail est conservé dans la salle des curiosités de l'Hôtel Salomon de Rothschild à Paris.